# Турагаш
Турагаш (каз. Турағаш) — упразднённое село в Фёдоровском районе Костанайской области Казахстана. Входило в состав Косаралского сельского округа. Код КАТО — 396851500. Исключено из учётных данных в 2015 году.

## Население
В 1999 году население села составляло 209 человек (116 мужчин и 93 женщины). По данным переписи 2009 года в селе проживало 97 человек (53 мужчины и 44 женщины).